# Мердевине
Мердевине, стубе или лестве су алатка која служи за пењање уз стрме површине као што је зид, дрво и слично. С обзиром да треба да издрже велике тежине морају бити од веома чврстог материјала као што је дрво или метал. Такође због мобилности неопходно је користити лаке материјале као што је алуминијум.

## Намена
Основне намене су у домаћинствима због пењања уз зид ради: кречења, монтаже полица и сл. Такође за пењање уз дрво или грађевине ради бербе или оправке прозора, кровова и сл. У историји је било и других намена. Током напада на велика утврђења мердевине су коришћене у опсадним кулама за пењање пешадије на горње нивое. Данас је једно од основних средстава ватрогасних екипа, грађевинаца и молера. Ватрогасци користе тзв. телескопске мердевине како би могли да досегну и више спратове. Временом су се поред класичних једнокраких мердевина појавиле и двокраке мердевине којима није неопходан ослонац и њима су омогућене и радње на плафону.

## Историјске употребе
Мердевине су древни алати и технологија. Мердевине су приказане на мезолитској стенској слици старој најмање 10.000 година, приказаној у Паучним пећинама паука у Валенсији, Шпанија. Слика приказује два човека који користе мердевине како би дошли до гнезда дивљих пчела и убрали мед. Мердевине су приказане као дугачке и флексибилне, вероватно направљене од неке врсте круте траве.

## Варијације

### Чврсте мердевине
Чврсте мердевине су доступне у многим облицима, као што су:
- Смештајне мердевине, преносиве степенице низ бочну страну брода за укрцавање.
- Јуришне мердевине, које се користе у опсадном рату за помоћ при пењању на зидове и преласку преко ровова.
- Таванске мердевине, спуштене са плафона да би се омогућио приступ тавану или поткровљу.
- Мостне мердевине, мердевине положене хоризонтално да би деловале као пролаз између две тачке одвојене падом.
- Лестве за укрцавање, мердевине које се користе за пењање на возило. Могу бити круте или флексибилне, такође степенице за укрцавање и плутајуће мердевине.
- Мачје мердевине (кокошије мердевине), лагани оквир мердевина који се користи на стрмим крововима да спречи клизање радника.
- Мердевине за божићно дрво, тип мердевина за укрцавање ронилаца које имају једну централну шину и отворене су са стране како би се рониоцу омогућило да се пење уз мердевине док носи пераја за пливање.[3]
- Противбалансиране мердевине, фиксне мердевине са доњим клизним делом. Систем противтегова се користи да се доњи клизни део лагано спусти када се отпусте.
- Продужне мердевине или „телескопске” мердевине, фиксне мердевине подељене на две или више сегмената за удобније складиштење; делови могу клизати заједно за складиштење или се раздвојити да би се повећала дужина мердевина; систем ременица може бити постављен тако да мердевине могу лако да се продуже од стране оператера на тлу, а затим се закључају на месту помоћу држача. Продужне мердевине од 65 ft (20 m), 50 ft (15 m) као и 35 ft (10 m) за ватрогасне службе користе „бангорске стубове“, или „штапове за задржавање“ како би се помогло при подизању, окретању, постављању, продужавању, увлачењу и спуштању их због велике тежине.
- Фиксне мердевине, два бочна члана спојена са неколико пречки; причвршћене за структуру без покретних делова.
- Склопиве мердевине, мердевине у стилу мердевина са једном или више (обично не више од три) једносмерне шарке. Идеалне за употребу на неравном терену (нпр. степенице), као постоље или када су потпуно извучене фиксне мердевине. Неке варијације имају централну једносмерну шарку са растезљивим ногама за закључавање.
- Кукасте мердевине или помпиер мердевине, круте мердевине са куком на врху за хватање прозорске даске; које користе ватрогасци.
- Мобилне сигурносне степенице су самоносеће структуре које имају точкове што их чини лаким за померање. Понекад имају малу горњу платформу и рукохват за помоћ при кретању уз и низ степенице.
- Воћњачке мердевине, трокраке степенице са трећом ногом направљене тако да се могу уметнути између грана дрвећа за бербу воћа.
- Мердевине са платформом, мердевине са великом површином платформе и горњим рукохватом који корисник може да држи док ради на платформи.
- Увлачиве мердевине, мердевине које изгледају као одводна цев, али се могу одмах поставити када је потребно.
- Кровне мердевине, круте мердевине са великом куком на врху за хватање гребена косог крова.
- Секционе мердевине, познате и као грађевинске мердевине, имају делове који се раздвајају и замењиви су тако да се може повезати било који број делова.
- Степенасте мердевине, самоносеће преносиве мердевине са шаркама у средини да формирају обрнути V, са држачима да две половине држе под фиксним углом. Степенасте мердевине имају равне степенице и леђа са шаркама.
- Пливачке мердевине, мердевине које пливачи користе за излазак из воде, често на чамцима.
- Телескопске мердевине, које се обично користе за означавање хибрида између степеница и продужних мердевина са шаркама од 360 степени; имају три дела и могу се раставити и формирати двоје степенастих мердевина; на пример. Мали џин.
- Мердевина попут ногара, мердевине у стилу „А-оквира” са телескопским средишњим делом.
- Окретне мердевине, продужне мердевине постављене на ротирајућу платформу на врху ватрогасног возила.
- Вертикално уздижуће мердевине, дизајниране да се пењу на високе тачке и олакшавају вешање на наведеним високим тачкама.
- X-палубне мердевине, САД патентирани дизајн мердевина које су комбиноване мердевине и скеле.[4][5]

Чврсте мердевине су првобитно биле направљене од дрвета, али је у 20. веку алуминијум постао чешћи због своје мање тежине. Мердевине са фибергласом се користе за рад на или близу надземних електричних жица, јер је фиберглас електрични изолатор. Хенри Квакенбуш је патентирао продужне мердевине 1867. године.

### Флексибилне мердевине
- Мердевине од ужета или Јаковљеве мердевине се користе тамо где је простор за складиштење изузетно ограничен, тежина мора бити сведена на минимум или у случајевима када је објекат на који се треба попети превише закривљен да би се користиле круте мердевине. Оне могу имати круте или флексибилне пречке. Пењање по мердевинама од ужета захтева више вештине него пењање по чврстим мердевинама, јер мердевине имају тенденцију да се љуљају као клатно. Јаковљеве мердевине које се користе на броду се углавном користе за хитне случајеве или за привремени приступ боку брода.[8] Челичне и алуминијумске жичане мердевине се понекад користе у вертикалним јамама, које су се развиле од мердевина од ужади са дрвеним пречкама. Флексибилне мердевине се такође понекад користе као пливачке мердевине на чамцима.

## Безбедност
Мердевине могу да изазову повреде ако проклизну на тлу и падну. Да би се ово избегло, обично имају пластичне ноге или основне јастучиће који повећавају трење о тло. Међутим, ако је пластика јако истрошена, алуминијум може доћи у контакт са тлом повећавајући шансе за несрећу. Доступни су и стабилизатори мердевина за повећање пријањања мердевина на тло. Један од првих стабилизатора мердевина или стопала за мердевине понуђен је 1936. године и данас су стандардна опрема на већини великих мердевина.
Постало је све уобичајеније да се обезбеде тачке за причвршћивање на зградама на које се може причврстити горња пречка продужних мердевина, посебно за активности као што је чишћење прозора, што је корисно кад колега радник није доступан за држање „подножја“ мердевина. Стабилизација се остварује тако што други радник стоји на најнижој пречки и тако обезбеђује много већу стабилност мердевина када се користе. Међутим, таково осигуравање мердевина треба посматрати као последњи избор остваривања безбедног постављања. Тачка сидрења је обично прстен зацементиран у прорез у зиду од цигле на који се могу причврстити пречке мердевина помоћу ужета, на пример, или карабинера.
Ако су нагнуте мердевине постављене под погрешним углом, ризик од пада се знатно повећава. Најсигурнији угао за мердевине је 75,5°; ако је нагиб превише плитак, постоји опасност од клизања дна мердевина, а ако је превише стрм, мердевине могу пасти уназад. Овај угао се постиже праћењем правила 4 према 1 за мердевине постављене на вертикални зид: за сваке четири стопе вертикалне висине, стопало мердевина треба да се помери за једну стопу од зида. Оба сценарија могу изазвати значајне повреде, и то је посебно важно у индустријама као што је грађевинарство, које захтевају интензивну употребу мердевина.

## Друштво и култура
Уобичајено сујеверје у земљама енглеског говорног подручја је да се ходање испод мердевина сматра лошом срећом. Неки извори тврде да ово произилази из слике мердевина наслоњених на зид који личе на вешала, док други то приписују древним египатским традицијама које укључују пирамиде и троуглове који представљају тројство богова, и пролаз кроз троугласти облик направљен мердевинама уз зид сматран је скрнављењем. Мердевине су такође повезане са Христовим распећем, при чему је писац и научник Чарлс Панати приметио да многи верују да су мердевине наслоњене на распеће о коме је Христ висио, што их чини симболом зла, издаје и смрти. У комичним дечјим медијима, слика лика који хода испод мердевина као узрок или последица лоше среће постала је уобичајена појава.

## Занимљивост
Најдуже мердевине, високе 41,26 метара, направљене су од дрвета 2005. године у Аустрији.

## Галерија
- Двокраке мердевине
- Мердевине уместо степеница
- Мердевине су неизбежне у библиотеци